# Cerkiew Trójcy Świętej w Moskwie (ul. Kosygina)
Cerkiew Trójcy Świętej – prawosławna cerkiew w Moskwie, w rejonie Ramienki, w obrębie dawnej wsi Worobjowo (na Wzgórzach Worobiowych). Jurysdykcyjnie należy do dekanatu św. Michała Archanioła eparchii moskiewskiej miejskiej Rosyjskiego Kościoła Prawosławnego.

## Historia
Wieś Worobiowo, na terenie której położona była cerkiew, od II połowy XV w. zaliczała się do majątku wielkich książąt moskiewskich, na jego terenie znajdowała się jedna z ich rezydencji. Prawdopodobnie funkcjonowała przy niej także prawosławna świątynia. Dwór wielkich książąt, a następnie carów, stracił na znaczeniu dopiero w XVII w., gdy Piotr I ofiarował majątek swojej młodszej siostrze Natalii, preferując inną wiejską rezydencję carską – Prieobrażenskoje. W Worobiowie w XVIII w. istniały cztery cerkwie, z czego trzy były świątyniami dworskimi, a pierwsza cerkiew Trójcy Świętej pełniła funkcję zwykłej świątyni parafialnej. Był to obiekt drewniany. W 1720 jego stan techniczny był już na tyle zły, że duchowny Iwan Wasiljew oraz miejscowi parafianie podjęli starania o budowę nowej cerkwi – pod tym samym wezwaniem, z drugim ołtarzem św. Aleksego Człowieka Bożego. Konsekracja nowej cerkwi miała miejsce w 1727, jednak już w połowie XVIII w. przedstawiciele parafii ponownie ubiegali się o budowę nowej świątyni, twierdząc, że istniejąca była zaniedbana. W 1753 wiernym udostępniono jedną z dworskich świątyń pod wezwaniem Ikony Matki Bożej „Życiodajne Źródło”. Budowa nowej świątyni nie została podjęta, ponieważ władze świeckie i cerkiewne oczekiwały, że parafianie sami sfinansują inwestycję, na co chłopi z Worobiowa i sąsiednich wsi nie mieli środków. W 1757 wzniesiona trzydzieści lat wcześniej cerkiew zawaliła się; do użytku liturgicznego nadawał się jedynie boczny ołtarz św. Aleksego. Nabożeństwa przed nim odbywały się jeszcze do 1768, po czym zniszczony obiekt sakralny zamknięto, a w latach 90. XVIII w. rozebrano.
Murowana cerkiew Trójcy Świętej w Worobiowie została ostatecznie wzniesiona w 1811 z ofiar parafian i innych darczyńców, z cegły. W tym samym roku wzniesiono również pomnik upamiętniający miejsce, gdzie znajdował się ołtarz główny starszej świątyni. Nowa świątynia posiadała ołtarz główny Trójcy Świętej (poświęcony w 1818) oraz ołtarz boczny św. Mikołaja (oddany do użytku siedem lat wcześniej). Konsekracji obiektu dokonał w 1818 miejscowy proboszcz ks. Joann Joannow. Pięć lat później w budynku pojawił się jeszcze jeden ołtarz boczny św. Sergiusza z Radoneża. Budowniczowie obiektu nie są znani, natomiast autorem jego projektu był Aleksandr Witberg – ten sam, który opracował pierwotny, niezrealizowany plan soboru Chrystusa Zbawiciela, który również miał powstać na Wzgórzach Worobiowych. Budowla została zbudowana w stylu klasycystycznym, na planie krzyża, z prostokątną wydłużoną nawą i jedną kopułą. Ikonostas w świątyni był czterorzędowy, zdobiony kolumienkami. Na dzwonnicy cerkiewnej znajdowało się sześć dzwonów. Pierwsze freski we wnętrzu obiektu wykonano w 1833, w 1868 zastąpiono je nowymi. Z wyposażenia starszej cerkwi do nowej przeniesiono ikonę św. Mikołaja oraz dwa wizerunki maryjne: kopie Ikony Matki Bożej „Trójręka” oraz Dońskiej Ikony Matki Bożej.
Cerkiew Trójcy Świętej przez cały okres radziecki nie została zamknięta. Była jedyną świątynią, w której tolerowane było (prawnie zakazane) bicie w dzwony podczas nabożeństw. Obiekt był remontowany w latach 1964, 1968 i 1971, ponadto w latach 1952–1953 i 1971–1972 odnawiano wnętrze. Wtedy też obok starszych fresków wykonano nowe malowidła, przedstawiające sceny z życia świętych Mikołaja i Sergiusza z Radoneża. W czasach radzieckich w cerkwi urządzono czwarty ołtarz – świętych Jonasza i Agapiasza. Byli oni pierwotnie patronami bocznych ołtarzy w cerkwi Trójcy Świętej przy ul. Mosfilmowskiej, w tym samym rejonie miasta.
Dzięki temu, że w cerkwi Trójcy Świętej nigdy nie mieściła się żadna instytucja świecka, w obiekcie przetrwały zabytkowe ikony z wieków XVII, XVIII i XIX. Są wśród nich wizerunek świętych Guriasza, Samona i Awiwa, ikona świętych Kosmy i Damiana, kopie Kazańskiej Ikony Matki Bożej, Dońskiej Ikony Matki Bożej, ikony Matki Bożej „Ukój Mój Smutek”, ikony Matki Bożej „Błogosławione Niebo” oraz ikony Matki Bożej „Krzew Gorejący”, jak również nietypowa, czteroczęściowa ikona z czterema scenami narodzin – Jezusa Chrystusa, Jana Chrzciciela, Matki Bożej i św. Mikołaja. Przetrwały również zabytkowe ikonostasy. Już po 1991 do świątyni wstawiono ponadto ikony świętych Mitrofana z Woroneża, Matrony Moskiewskiej i św. Aleksego Mieczowa z cząsteczkami relikwii, a na elewacjach budynku wykonano mozaiki wzorowane na Obrazie Chrystusa Nie Ludzką Ręką Uczynionym oraz na ikonie Matki Bożej „Znak”.